# Andrée Valentin
Andrée Valentin (* 1944 in Zürich) ist eine Schweizer Frauenrechtlerin.

## Leben
Andrée Valentin wurde in Zürich geboren. Ihre Mutter war Tessinerin, ihr Vater Franzose. Sie studierte Wirtschaft, Geschichte und Soziologie und wurde aktives Mitglied der Fortschrittlichen Studentenschaft Zürich (FSZ). Zu jener Zeit hatten die Frauen in der Schweiz noch kein politisches Stimmrecht. Am 10. November 1968 unterbrach sie die 75-Jahr-Feier des Zürcher Frauenstimmrechtvereins im Schauspielhaus Zürich, stürmte die Bühne und forderte: «wir sollen nicht jubilieren, sondern protestieren!»
Valentin wurde Gründungsmitglied der autonomen Frauenbefreiungsbewegung, die nicht nur Stimmrecht, sondern auch gleichberechtigte Beziehungen und Aufgabenteilung bei der Erziehung verlangte und sich mit öffentlichen Aktionen Aufmerksamkeit verschaffte.
1968 zog sie nach Deutschland, später lebte sie in Frankreich und Indien, 2017 liess sie sich im Kanton Tessin in der Schweiz nieder.